# Milet

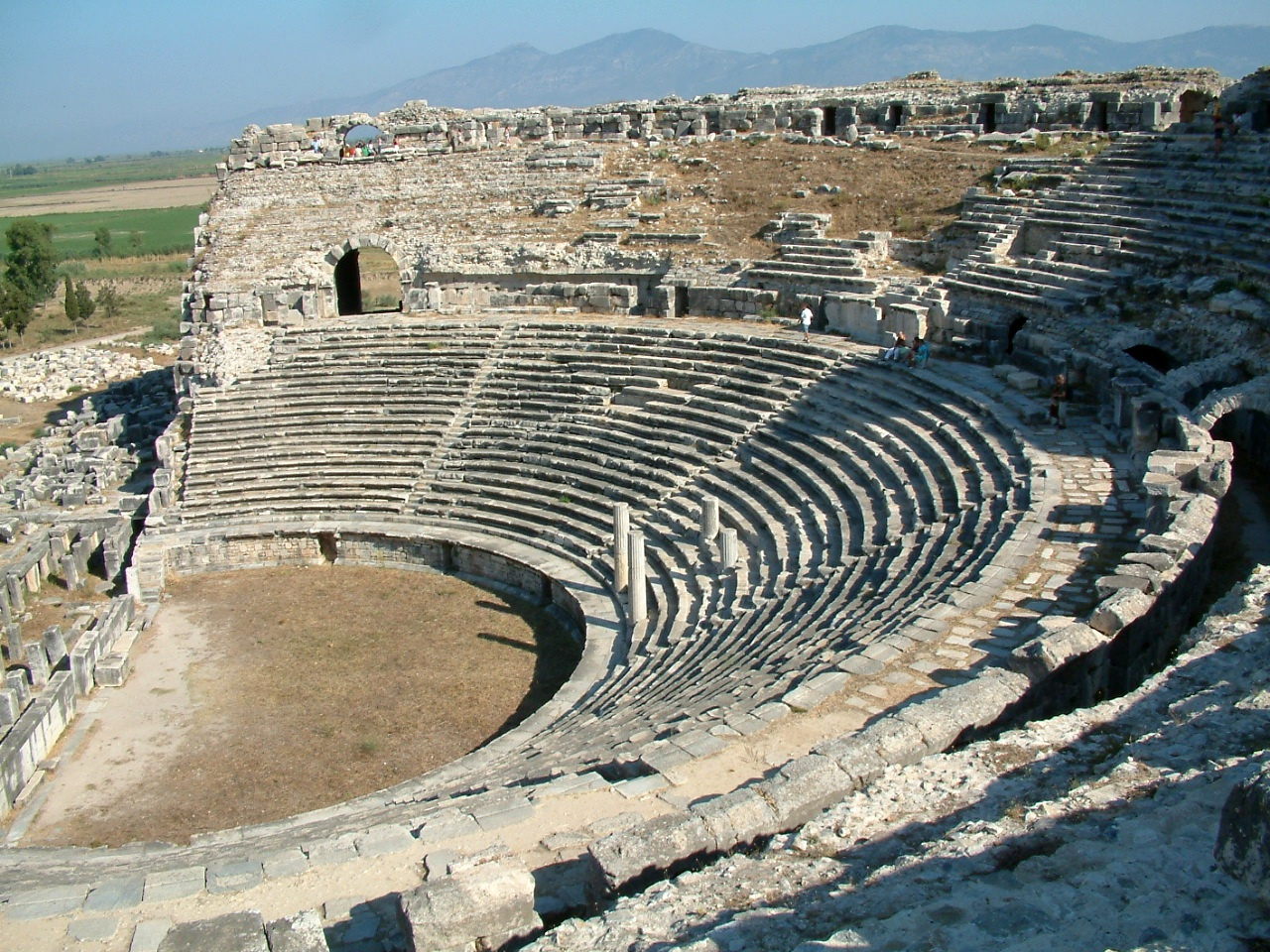
Teatrul din Milet

Milet (ionică Μίλητος Mílētos, dorică Μίλατος Mílatos, eolică Μίλλατος Míllatos, latină Miletus, hitită cel mai probabil Millawanda), numit, de asemenea, Palatia (Evul Mediu) și Balat (Epoca modernă), a fost un oraș antic, situat pe coasta de vest a Anatoliei, a Turciei de astăzi.

## Istoric
Orașul a fost întemeiat de ahei pe coasta de apus a Asiei Mici, probabil prin secolul al XIV-lea î.Hr. După migrarea masivă a ionienilor (secolul al XII-lea î.Hr.), a devenit unul dintre cele mai înfloritoare orașe grecești din Asia Mică, mare centru comercial și cultural. În secolele VII-VI î.Hr., Miletul a fost unul dintre principalele metropole, întemeind numeroase colonii pe țărmurile Pontului Euxin (Sinope, Histria, Apollonia, Odessos, Tomis, Olbia, Theodosia, Tanais etc), în Propontida (Cizic) și pe țărmul Mediteranei răsăritene (Naucratis).
La sfârșitul secolului al VI-lea î.Hr., Miletul a căzut, împreună cu celelalte orașe grecești din Asia Mică, în stăpânirea regatului persan. Miletul s-a aflat în fruntea răscoalei antipersane a orașelor ioniene din Asia Mică (500 î. Hr.). A fost distrus de perși în 494 î.Hr., dar în urma victoriilor grecești din timpul războaielor medice, Milet s-a eliberat de sub stăpânirea persană și a fost refăcut, devenind în secolele IV-II î.Hr., unul dintre principalele centre comerciale, ale artei și culturii elenistice.

## Construcții importante
- Teatrul
- Termele Faustinei [1]
- Agorele
- Buleoterionul
- Stadionul

## Personalități
Orașul a fost un important centru al filosofiei ioniene – Școala din Milet, școală cu care începe filosofia greacă. 
Printre cetățenii importanți ai Miletului se numără: 
- Filosofii Thales, Anaximandru, Anaximene
- Scriitorii Hekataios, Aristeides
- Arhitecții Isidor din Milet, Hippodamos.

### Galerie de imagini

Milet (Teatrul)
Milet (vedere spre Agore şi Buleoterion
Milet (Termele Faustinei)
Milet (Termele Faustinei)